# 桂こけ枝
桂 こけ枝（かつら こけし、1966年〈昭和41年〉9月8日 - ）は香川県三豊市（旧三豊郡高瀬町）出身の落語家、ラジオパーソナリティである。本名∶白川 賀一。
関西学院大学卒業後、1990年11月17日に五代目桂文枝に入門。1991年9月の「鎌倉落語会」で「子ほめ」で初舞台。吉本興業所属。上方落語協会会員。
地元香川県を中心にラジオやテレビの出演も多く、中でも『Passion Live〜情熱生放送〜WEEKEND SHUTTLE』（FM香川）は1997年から26年番組のメインパーソナリティを担当している。また、先天性股関節脱臼である自身の体験などから、福祉や人権、健康についての講演も各地で行っている。

## エピソード
- 1999年に旗揚げし2005年6月に解散するまで、「劇団786 桂こけ枝一座」を主宰していた。

## 出演番組
- FM香川
  - Passion Live〜情熱生放送〜WEEKEND SHUTTLE
  - こけ枝のラジオ独演会
  - こけ枝・はやしの課外授業
  - こけ枝の部屋（2021年10月 - ）
- NHKラジオ第2
  - ともにいきる（毎月第4週）
- NHK高松放送局
  - 笑ってうたって しあわせ家族
- FMこんぴら
  - ごきげんいかが 763